# Kenny the Shark
A Kenny the Shark amerikai animációs televíziós sorozat, amelyet a Discovery Kids készített. A műsort a "Discovery Kids on NBC" műsorblokkban vetítették 2003. november 1-től 2005. február 19-ig. Összesen két évadot és 26 epizódot adtak le. A sorozat egy Kenny nevű antropomorf tigriscápáról szól, akinek elege van a ragadozó életmódból, és egy külvárosi családdal szeretne élni.
A műsor Tiburonban (Kalifornia) játszódik. (A tiburon szó spanyolul cápát jelent.)
A főcímdalt a PFFR együttes szerezte.
A sorozatot 2012. március 25.-ig ismételték, a Discovery Family műsorán 2017 augusztusában is látható volt egy rövid ideig, majd 2020 augusztusától újra vetítik.